# Zofia Czartoryska z Sieniawskich
Maria Zofia z Sieniawskich I voto Denhoffowa, II voto Czartoryska (ur. 15 kwietnia 1699, zm. 21 maja 1771 w Warszawie) – księżna.

## Życiorys
Córka Adama Sieniawskiego i Elżbiety z Lubomirskich. Do chrztu była trzymana przez cara Piotra I Wielkiego, króla Augusta II Mocnego oraz księcia Franciszka II Rakoczego.
W wieku lat trzech władała polskim i francuskim, a w wieku lat pięciu umiała czytać w obu językach. Była przygotowywana do roli protektorki majątku rodu Sieniawskich uczestnicząc w procesach sądowych prowadzonych przez matkę. 
Fakt, że była jedynym dzieckiem Adama i Elżbiety Sieniawskich, a co za tym idzie, wyłączną dziedziczką majątku Sieniawskich sprawiał, że uważana była za bardzo atrakcyjną partię. Małżeństwo z nią oznaczało szybki awans społeczny (także polityczny) i majątkowy. W związku z tym kandydatów do jej ręki było wielu.
W 1720 roku odbyły się zaręczyny Marii z Michałem Kazimierzem Radziwiłłem, do małżeństwa jednak nie doszło. Głównie z woli ojca Marii na męża wybrano Stanisława Denhoffa. Ślub odbył się w 1724 roku. Denhoff zmarł w 1728 roku. Po zmarłym w 1726 roku ojcu oraz po mężu Maria odziedziczyła znaczny majątek. 
W 1731 roku, przed ponownym wyjściem za mąż posiadała dobra sandomierskie, jarosławskie, ruskie, podolskie, lubelskie, warszawskie i szkłowskie, hrabstwo tenczyńskie w województwie krakowskim. W sumie w skład jej majątku wchodziło 30 miast i około 700 wsi. oraz dzierżawy i starostwa. Majątek ten był zadłużony na prawie milion dukatów (jednak pod opieką późniejszego męża Marii zaczął przynosić znaczne dochody. 
W 1731 roku Zofia została żoną księcia Augusta Aleksandra Czartoryskiego. Dziećmi pary byli: Adam Kazimierz, Izabela Lubomirska, Stanisław (zmarł 1747 roku na ospę w wieku 7 lat). 
Była posiadaczką dóbr ruskich, a także rezydencje w Sieniawie, Puławach, Wilanowie i Brzeżanach. Jedna z jej rezydencji, odziedziczony po zmarłej w 1729 r. matce Wilanów, przypadł do tego stopnia do gustu Augustowi II, że wymusił oddanie go w 1730 r. w dożywotnią dzierżawę.